# Kabinett Päts V

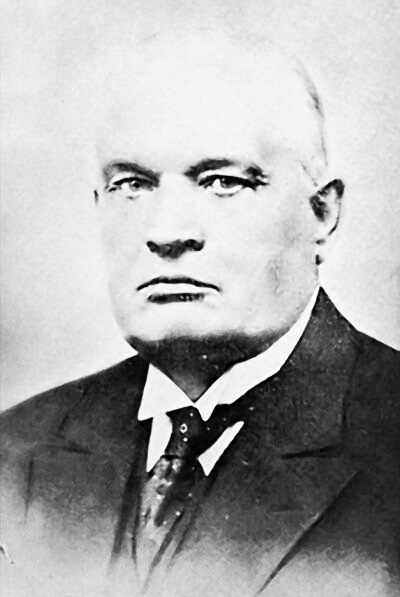
Konstantin Päts

Das Kabinett Päts V unter Regierungschef Konstantin Päts regierte die Republik Estland vom 21. Oktober 1933 bis zum 9. Mai 1938.

## Regierung
Die Regierung war nach offizieller Zählung die 25. Regierung der Republik Estland seit Ausrufung der staatlichen Unabhängigkeit 1918. Sie blieb 1647 Tage im Amt.

## Kabinett

### Regierungschef
Staats- und Regierungschef Konstantin Päts trug folgende Titel:
- vom 21. Oktober 1933 bis 24. Januar 1934: Staatsältester (riigivanem)
- vom 24. Januar 1934 bis 3. September 1937: Ministerpräsident und amtierender Staatsältester (peaminister riigivanema ülesannetes )
- vom 3. September 1937 bis 24. April 1938: Staatsverweser (riigihoidja)
- ab 24. April 1934: Staatspräsident (Vabariigi president)

### Minister
| Ressort                 | Name                          | Amtszeit                |
| ----------------------- | ----------------------------- | ----------------------- |
| Außenminister           | Julius Seljamaa               | 21.10.1933 – 02.06.1936 |
| Außenminister           | Friedrich Karl Akel           | 02.06.1936 – 09.05.1938 |
| Gerichtsminister        | Johan Müller                  | 21.10.1933 – 09.05.1938 |
| Innenminister           | Johan Müller                  | 21.10.1933 – 25.08.1934 |
| Innenminister           | Karl Einbund (Kaarel Eenpalu) | 25.08.1934 – 09.05.1938 |
| Landwirtschaftsminister | Nikolai Talts                 | 21.10.1933 – 11.09.1937 |
| Landwirtschaftsminister | Artur Tupits                  | 11.09.1937 – 09.05.1938 |
| Wirtschaftsminister     | Karl Selter                   | 21.10.1933 – 09.05.1938 |
| Bildungsminister        | Nikolai Kann                  | 21.10.1933 – 11.05.1936 |
| Bildungsminister        | Aleksander Jaakson            | 11.05.1936 – 09.05.1938 |
| Sozialminister          | Nikolai Kann                  | 21.10.1933 – 16.03.1936 |
| Sozialminister          | Oskar Kask                    | 16.03.1936 – 09.05.1938 |
| Verkehrsminister        | Otto Sternbeck                | 21.10.1933 – 25.08.1937 |
| Verkehrsminister        | Nikolai Viitak                | 25.08.1937 – 09.05.1938 |
| Verteidigungsminister   | Paul Lill                     | 21.10.1933 – 09.05.1938 |

## Geschichte

### Verfassung von 1934
In einer Volksabstimmung vom 14. bis 16. Oktober 1933 hatte das estnische Volk eine neue estnische Verfassung angenommen. Die Zustimmung lag bei 72,7 Prozent.
Die Verfassung beruhte stark auf den Vorstellungen des rechtsextremen „Bundes der Freiheitskämpfer“ (Eesti Vabadussõjalaste Liit), dessen Anhänger im Volksmund Vapsid genannt wurden. Die große Zustimmung zu dem Entwurf war eine Reaktion auf das zersplitterte politische System im Estland der Zwischenkriegszeit, in dem instabile Regierungen und Koalitionswechsel häufig waren.
Die neue Verfassung sah die Einführung eines Präsidentialsystems mit starken Vollmachten für einen direkt vom Volk gewählten Staatsältesten (Riigivanem) vor. Ihm sollte ein Ministerpräsident als Regierungschef zur Seite gestellt werden. Das Einkammer-Parlament, der Riigikogu, sollte von 100 auf 50 Abgeordnete verkleinert werden, die erheblich weniger Kompetenzen als zuvor erhalten sollten.
Die bisherige Regierung des Staatsältesten Jaan Tõnisson hatte gegen den Verfassungsentwurf votiert, den sie als weitgehend undemokratisch ablehnte. Sie reichte aufgrund ihrer Niederlage am 17. Oktober 1933 den Rücktritt ein. Am 21. Oktober 1933 bildete Konstantin Päts eine Übergangsregierung, die bis zu den Wahlen von Staatsältestem und Parlament im Amt bleiben sollte.
Die neue Verfassung trat am 24. Januar 1934 in Kraft. Nach den Übergangsbestimmungen blieb der bisherige Regierungschef, d. h. Konstantin Päts, bis zu Neuwahlen automatisch Ministerpräsident. Er war damit gleichzeitig amtierender Staatspräsident und besaß umfassende Vollmachten.
Hundert Tage nach Inkrafttreten der Verfassung sollten Wahlen zum Staatsältesten und zum Parlament stattfinden. Der Sieg des „Bundes der Freiheitskämpfer“ bei den Parlamentswahlen galt dabei als sicher, auch wenn die Partei wahrscheinlich keine absolute Mehrheit erreichen würde. Auch für die Wahlen zum Staatsältesten sahen die beiden bürgerlichen Kandidaten, Konstantin Päts für den „Bund der Landwirte“ (Põllumeeste Kogud) und Johan Laidoner für die „Nationale Zentrumspartei und Siedlervereinigung“ (Rahvuslik Keskerakond ja Asunike Koondis), einen Wahlsieg von Andres Larka vom „Bund der Freiheitskämpfer“ im zweiten Wahlgang als wahrscheinlich an.

### Putsch vom März 1934
Am 12. März 1934 riss Staats- und Regierungschef Päts mit Hilfe von Johan Laidoner in einem unblutigen Putsch die Macht an sich und errichtete eine Diktatur. Er nutzte dabei vordergründig die weitgehenden Vollmachten, die ihm nach der neuen Präsidialverfassung zustanden, um dem Putsch einen legalen Anstrich zu verleihen.
Die Regierung verhängte über das Land den Ausnahmezustand („Verteidigungszustand“) für sechs Monate. Sie ließ etwa vierhundert politische Gegner verhaften, zum allergrößten Teil Mitglieder des „Bundes der Freiheitskämpfer“. Politische Treffen und Demonstrationen wurden verboten. Die Mandate des „Bundes der Freiheitskämpfer“, der bei den Kommunalwahlen Ende 1933 große Erfolge verzeichnet hatte, wurden annulliert. Die Parlaments- und Präsidentenwahlen wurden durch einen Erlass von Ministerpräsident Päts vom 19. März 1934 „bis zum Ende des Ausnahmezustands“ verschoben.
Staats- und Regierungschef Päts setzte mit seinem Staatsstreich die gültige Verfassung de facto außer Kraft. Er errichtete in den folgenden Monaten einen Polizeistaat, der sich vor allem auf Armee, Polizei und Inlandsgeheimdienst stützte. Päts ließ die Staatsverwaltung nach politischen Gegner durchforsten und entließ missliebige Beamte und Richter.
Am 25. August 1934 ernannte Päts in Absprache mit Laidoner Karl Einbund (ein Jahr später estnisiert in Kaarel Eenpalu) als dritten starken Mann des Regimes zum Innenminister und stellvertretenden Ministerpräsidenten.
Am 7. September 1934 wurde der Ausnahmezustand um ein weiteres Jahr verlängert (dann jeweils in den Septembermonaten der Jahre 1935, 1936 und 1937 um weitere zwölf Monate). Das Parlament trat nach dem 2. Oktober 1934 auf Druck der Regierung nicht mehr zusammen. Estland blieb damit de facto ohne Legislative. Regierungschef Päts regierte mit Erlassen, die Gesetzeskraft hatten.
Am 5. März 1935 erließ Innenminister Einbund ein Verbot der politischen Betätigung der Parteien. An ihre Stelle trat zwei Tage später die neu gegründete Vaterlandsunion (Isamaaliit) als parteiübergreifende „Kultur“-Vereinigung des Regimes.
1934/35 konsolidierte Konstantin Päts seine autoritäre Herrschaft. Ende 1935 beschloss die nunmehr fest im Sattel sitzende Regierung, das politische System wieder auf ein geordnetes staatsrechtliches Fundament zu stellen.

### Verfassung von 1938
Eine von Päts initiierte Volksabstimmung über die Einberufung einer verfassungsgebenden Nationalversammlung (Rahvuskogu) fand vom 23. bis 25. Februar 1936 statt. Eine freie politische Auseinandersetzung war unter den herrschenden Verhältnissen nicht möglich. Das Ergebnis entsprach dem Willen der Regierung. 474.218 stimmten für die Einberufung des Rahvuskogu (62,4 %), 148.824 dagegen. 6175 Stimmen waren ungültig.
Der bikamerale Rahvuskogu tagte von Februar bis August 1937. Nach sechs Monaten Arbeit legte der Rahvuskogu im Juli 1937 eine neue Verfassung vor. Sie sah als Staatsoberhaupt einen Staatspräsidenten vor, der umfangreiche Vollmachten besaß. Er ernennt eine Regierung unter Führung des Ministerpräsidenten, die von seinem Vertrauen abhängig blieb. Estland erhielt ein bikamerales Parlament, dem aber nur geringe Rechte zustanden.
Die neue Verfassung war damit ganz auf Konstantin Päts und die Festigung seiner Herrschaft zugeschnitten. Eine Rückkehr zu Demokratie und Rechtsstaatlichkeit fand nicht statt. Das neue Grundgesetz wurde am 17. August 1937 von Päts unterzeichnet. Die Verfassung trat am 1. Januar 1938 in Kraft.
Am 24. und 25. Februar 1938 fand unter der neuen Verfassung die Wahl zur Abgeordnetenkammer (Riigivolikogu) statt. Kurze Zeit später wurden die Mitglieder der zweiten Parlamentskammer, des Staatsrats (Riiginõukogu), ernannt.
Am 24. April 1938 wählte die aus Abgeordnetenkammer (Riigivolikogu), Staatsrat (Riiginõukogu) und Vertretern der Gemeinde gebildete Wahlversammlung (Valimiskogu) Konstantin Päts zum ersten Staatspräsident der Republik Estland für eine sechsjährige Amtszeit. Päts erhielt 219 Ja- und 19 Nein-Stimmen. Jede der drei Institutionen konnte nach Artikel 40 der Verfassung nur einen Kandidaten benennen. Da Päts von allen drei Institutionen vorgeschlagen wurde, entfiel eine Volkswahl.
Päts berief nach seiner Wahl zum Staatspräsidenten die neue Regierung unter Ministerpräsident Kaarel Eenpalu ins Amt. Die Entscheidung wurde durch den Riigivolikogu am 9. Mai 1938 bestätigt. Am selben Tag trat die Regierung ihr Amt an. Im September 1938 wurde der Ausnahmezustand weiter verlängert. Die Parteien blieben verboten. Das Parlament war ein passives Organ in der Hand der Regierung.